# أميل شهبي
- أميل شهبي (بالفرنسية: Amelle Chahbi) هي فنانة وممثلة ومخرجة أفلام و كوميدية فرنسية مشهورة من أصل مغربي إزدادت في باريس فرنسا.

## وصلات خارجية
- أميل شهبي على موقع IMDb (الإنجليزية)
- أميل شهبي على موقع ألو سيني (الفرنسية)
- أميل شهبي على موقع أول موفي (الإنجليزية)
- أميل شهبي على موقع قاعدة بيانات الفيلم (الإنجليزية)
- أميل شهبي على موقع كينوبويسك (الروسية)

1. ↑   https://www.adorocinema.com/personalidades/personalidade-254468/. اطلع عليه بتاريخ 2023-04-26. {{استشهاد ويب}}: |url= بحاجة لعنوان (مساعدة) والوسيط |title= غير موجود أو فارغ (من ويكي بيانات) (مساعدة)
2. 1 2  Africultures (بالفرنسية), Éditions L'Harmattan, ISSN:1276-2458, OCLC:38076049, QID:Q3606264